# 伊利诺伊州
伊利諾州（英語：State of Illinois，i/ˌɪləˈnɔɪ/），簡稱伊州，是一個位于美国中西部的州，州名源自曾在此居住的伊利尼維克（Illiniwek）印第安人部落。「Illinois」這個名字就是法國殖民者根據此部落名稱變形而得來的。伊利諾州的州府是位于该州南部的斯普林菲尔德（Springfield）。伊利諾州的美国邮政縮寫代碼为「IL」。州花是普通藍堇菜，州野花：維吉尼亞馬利筋，州鳥是北美紅雀，州樹是北美白橡。该州首府为春田，最大城市为芝加哥。

## 历史
以印第安人伊利诺伊部落之名（Iliniwek）命名，意思是戰士。考古证据表明早在公元前1万年就有人类活动。10-14世纪南方的卡霍基亚出现了城市型聚落，例如卡霍基亚遗址。
17-18世纪法国探险家沿着密西西比河溯流而上，进入伊利诺伊中西部开展贸易，并开辟了密西西比河经伊利诺伊河进入五大湖区的贸易通道，期间建立了皮奥里亚等定居点。此后法国将伊利诺伊纳入新法兰西殖民地。
1756-1763年的七年战争中法国战败，将五大湖区和加拿大割让给英国，但英国颁布禁止垦殖的禁令，不允许北美东岸十三个殖民地的居民迁入。美国独立战争期间，美军曾试图进军此地区，但没有证据表明美军长期占领过该地。战后，1783年的巴黎条约将密西西比河以东的英国殖民地割让与美国，其中包括伊利诺伊。此后伊利诺伊属于西北领地。
1809年2月3日，伊利诺伊领地成立。领地成立后欧洲人开始大量定居在伊利诺伊，由于彼时陆路交通不便，人们在中西部的交通主要依靠河流，所以位于密西西比河和俄亥俄河交汇处的南部成为伊利诺伊早期的经济和人口中心，因此这一地区划设的县普遍比北方的小。1818年12月3日，伊利诺伊成为美国的第21个州，但原属于伊利诺伊领地的北部地区被分割出来，成立威斯康辛领地。直到此时，伊利诺伊仍旧是边疆地区，大部分地区仍然由契卡波、卡霍基亚和伊利尼维克等部族的印第安人控制。
1832年4月發生黑鷹戰爭，為美國政府與美洲原住民之間的戰爭。蘇族領導者黑鷹，率領密西西比河兩岸的數個蘇族部落，在伊利诺伊州與愛荷華州一帶，與美國政府作戰。虽然战争伊始印第安人主要针对入侵的定居者和殖民者，且无意对抗美国政府，但美国政府仍旧将印第安人视为威胁和野蛮的象征，加上印第安人迁移法的通过及其引发的不人道的强迫迁移，黑鹰不得不对抗联邦政府以保护他的族人。虽然印第安人对殖民者和美军造成相当大的打击，但原住民部落联军最終遭擊敗。
1834年林肯当选为州议员开始其政治生涯，因此该州也被称为“林肯之地”（Land of Lincoln）。林肯在该州的主要活动区域是中部的迪凯特、春田以及布鲁明顿。其中迪凯特是其在伊利诺伊的第一个定居地，春田则是他经营律师事务所和在政坛上崭露头角的地方。另外，伊利诺伊州的林肯市是第一个以他的名字命名的城镇。
1880-1920年间伊利诺伊州和芝加哥经历了经济发展的黄金时代，芝加哥人口迅速增长，与此同时伊利诺伊州多个城市成为了工业城，包括乔利埃特和罗克福德就是在这一时期成为工业区。到1920年，伊利诺伊州已经出现两个大型都会区，分别是芝加哥和圣路易斯的都会区，这里的圣路易斯的都会区是指其在伊利诺伊州的延伸部分，包括格拉尼特城和东圣路易斯。
1957年，芝加哥附近的阿贡国家实验室啟動了美國的第一個實驗性核發電系統，至今有11家核电站正在運營，伊利諾州的核電發電量為全美第一。
1960年，Ray Kroc在Des Plaines開設了第一家麥當勞專賣店（它仍然是一家博物館，在街對面有麥當勞）。
1970年代开始，伊利诺伊州经历了去工业化和逆城市化带来的衰退，多个城市因为税收锐减和市中心空心化出现了高犯罪率和高空置率的问题。其中一些城市因犯罪臭名昭著，如东圣路易斯和斯普林菲尔德。

## 地理與行政區劃
该州位于美國中西部，毗邻密西根湖。与其接壤的州包括：北部的威斯康辛州，西部的愛荷華州和密苏里州，南部的肯塔基州和东部的印第安纳州。
伊利諾州共轄有102個縣，其中本州最大城市芝加哥，隸屬於庫克縣。該州州政府所在地春田市（英語：Springfield），則屬桑加蒙郡管轄。
该州地形平坦，属于北美中央大平原的一部分。该州除芝加哥地区外几乎全境属于密西西比河流域。州内主要河流有密西西比河，俄亥俄河和伊利诺伊河。其中密西西比河是该州西部州界，伊利诺伊州隔该河与爱奥瓦州和密苏里州相邻。俄亥俄河是伊利诺伊州东南部州界，隔河与肯塔基相望。两条河流交汇于该州最南端的开罗，该地同时也是伊利诺伊州最低点，海拔大约100米左右。伊利诺伊河是密西西比河的一级支流，由东北至西南贯穿该州，是州内主要水道，流经芝加哥、秘鲁、皮奥里亚等城市，在圣路易斯以北的奥尔顿注入密西西比河。
伊利诺伊州内地势北高南低，中部和北部地区平坦，南部地区分布有低矮丘陵。全州地形大部分为冰碛地形，形成于约一万年前的冰川纪。由于地形平坦，该州以旱作农业为第一产业的支柱产业，主要农产品有玉米、大豆、花生，畜产品以牛肉为主，农业发达且集约化程度高。

## 经济
2021年，伊利诺伊州國民生產總值为9,383亿美元，在全美各州中名列第5位。人均國民生產總值为74,052美元，在各州中名列第11位。2017 年的家庭收入中位数为 62,992 美元，是全国最高的之一。至2019年2月，伊利诺伊州的失业率为4.2%。
伊利诺伊州是一个工农业并举的州，在70年代以前工业占据主导地位，作为该州最大都市的芝加哥至今都有数量和规模都十分庞大的工业产业，并贡献了大量工作岗位。二战后工业转移到其他国家，伊利诺伊州的服务业开始取代工业成为经济发展的重要因素。
由于地形平坦以及土地肥沃，伊利诺伊州也是美国最重要的农业州之一，这支撑了该州农机产业的蓬勃发展。同时芝加哥设有全美乃至世界最大的谷物期货交易所，州内也有很多铁路设施专门用于粮食运输。

## 人口
在2020 年美国人口普查中，伊利諾州人口总数为12,812,508人，居全美第六位，与2010年美国人口普查相比，伊利诺伊州的人口略微下降了 18,000多名居民。全美第三大城市芝加哥位于该州东北部，紧邻密西根湖。芝加哥是全美一个重要的工业和交通运输中心。全州超过半数的居民住在芝加哥市及其附近。
目前伊利諾州的種族比例可分為：
- 58.3% 白人
- 13.9% 黑人
- 18.2% 拉美裔人
- 5.8%  亞裔美國人
- 0.1%  印地安原住民
- 0.02% 夏威夷原住民与太平洋岛民
- 0.4 % 其他混血民眾

伊利諾州人民的前五大籍貫為：
- 德國人（19.6%）
- 非裔美国人 (15.1%)
- 愛爾蘭人（12.2%）
- 墨西哥人（9.2%）
- 波蘭人（7.5%）

此外，五歲以下的居民占有7.1%，18歲以下則有26.1%。至於65歲以上則是12.1%。伊利諾州的女性略多於男性，百分比為51%。

## 宗教

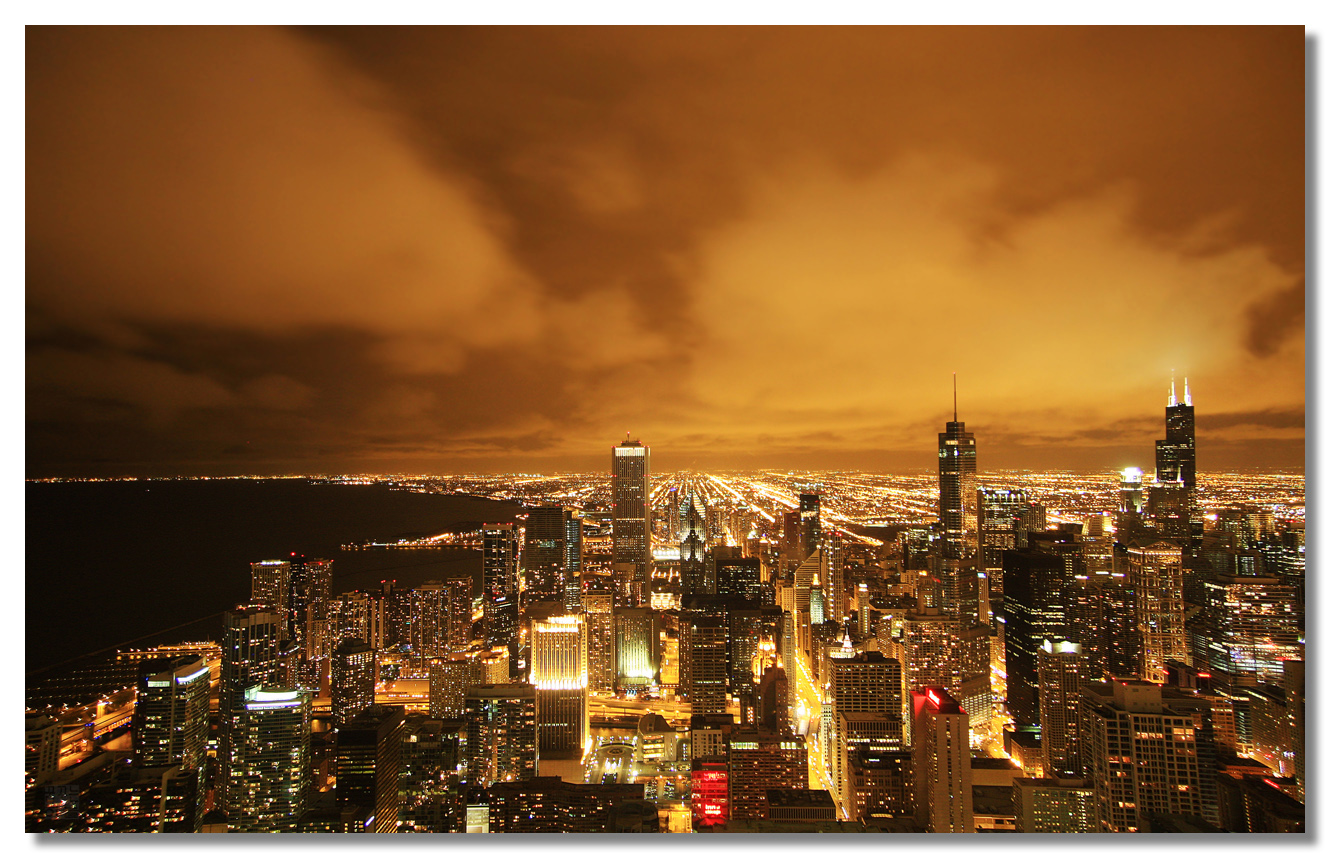
芝加哥夜景

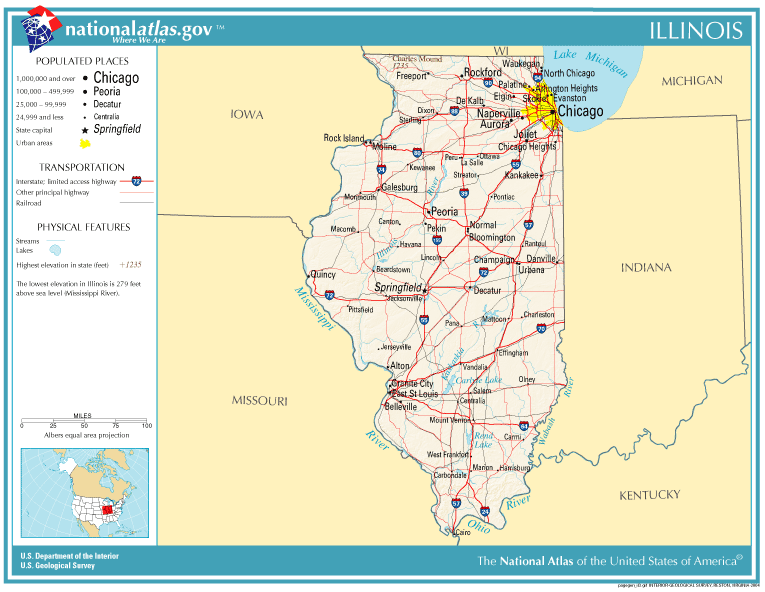
伊利諾州地圖

宗教上，伊利諾州不像其它美國中西部的州，基督新教信徒並未過半，羅馬天主教的比例則約為三成，多分布在芝加哥都會區周圍。州内居民的宗教信仰比例為
- 44% 基督新教

（宗派：11%浸信宗、7%路德宗、6%衛理宗、3%長老宗、2%聖公宗、2%獨立教會等）
- 31% 天主教
- 2% 摩門教
- 1% 猶太教
- 1% 回教
- 1% 佛教
- 3% 其他宗教
- 13% 不可知論或無宗教信仰

## 重要城市

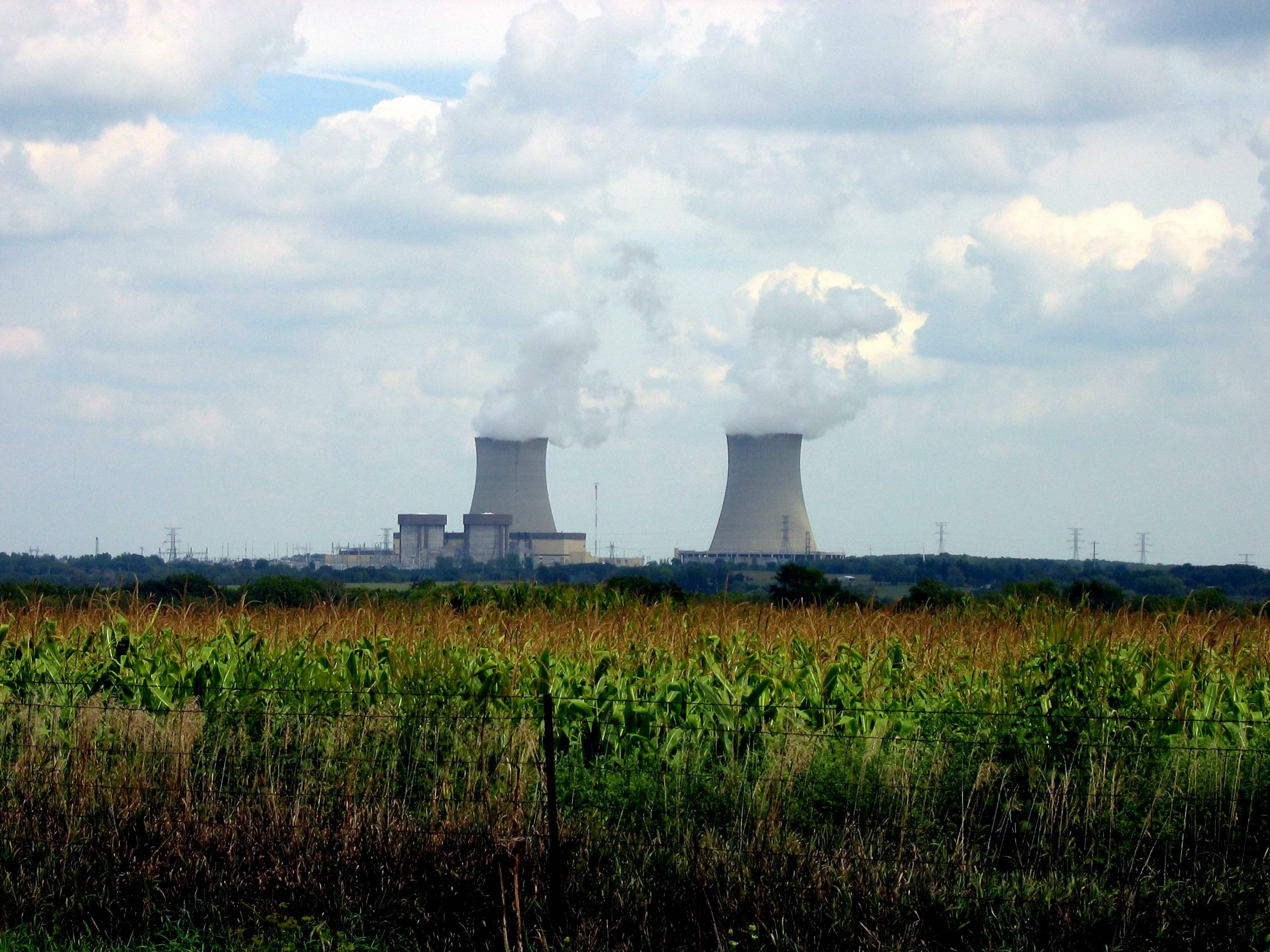
畢諾核電廠

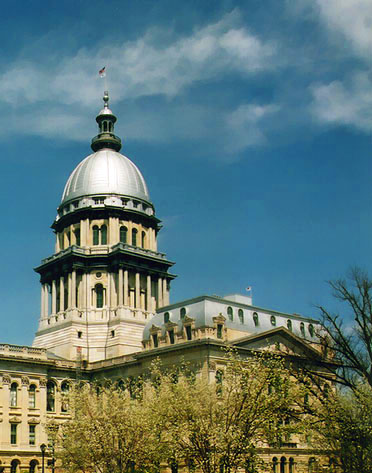
伊利諾州议会大厦

### 都会区
| 排名 | 都会区名稱                          | 人口      |
| ---- | ----------------------------------- | --------- |
| 1    | 芝加哥-内珀维尔-埃文斯顿 MD         | 7,109,962 |
| 2    | 埃尔金 MD                           | 766,274   |
| 3    | 莱克县-基诺沙县 MD (州内部分)       | 700,832   |
| 4    | 圣路易斯 MSA (伊州部分)             | 686,086   |
| 5    | 达文波特-莫林-罗克岛 MSA (州内部分) | 208,168   |
| 6    | 皮奥里亚 MSA                        | 368,373   |
| 7    | 罗克福德 MSA                        | 337,658   |
| 8    | 尚佩恩-厄巴纳 MSA                   | 239,643   |
| 9    | 斯普林菲尔德 MSA                    | 207,636   |
| 10   | 布卢明顿 MSA                        | 188,597   |
| 11   | 渥太华-秘鲁 μSA                     | 148,163   |
| 12   | 卡本代尔-马里昂 MSA                 | 124,475   |
| 13   | 坎卡基 MSA                          | 110,024   |
| 14   | 迪凯特 MSA                          | 104,712   |
| 15   | 丹维尔 MSA                          | 76,806    |

### 镇区
伊利诺伊州的“镇区”（英語：township）是“行政镇区”（英語：civil township）归类为“小行政单位”（英語：minor civil division）。伊利诺伊州大部分地方都是“镇区”管辖。“镇区”和“自治体”（英語：municipality）是不一致有重叠。伊利诺伊州的“镇区”和“镇”（英語：town）是不属于同一类别。

### 主要城市
伊利诺伊州的主要城市（城市辖区人口超过10万）包括:
北部：芝加哥、内珀维尔、奥罗拉、乔利埃特、罗克福德
中部：香槟、皮奥里亚、斯普林菲尔德
南部的主要城市大部分没有超过十万人口，主要有奥尔顿、格拉尼特城、万达利亚等

## 教育
詳見伊利諾州學院和大學列表

## 交通

### 重要機場

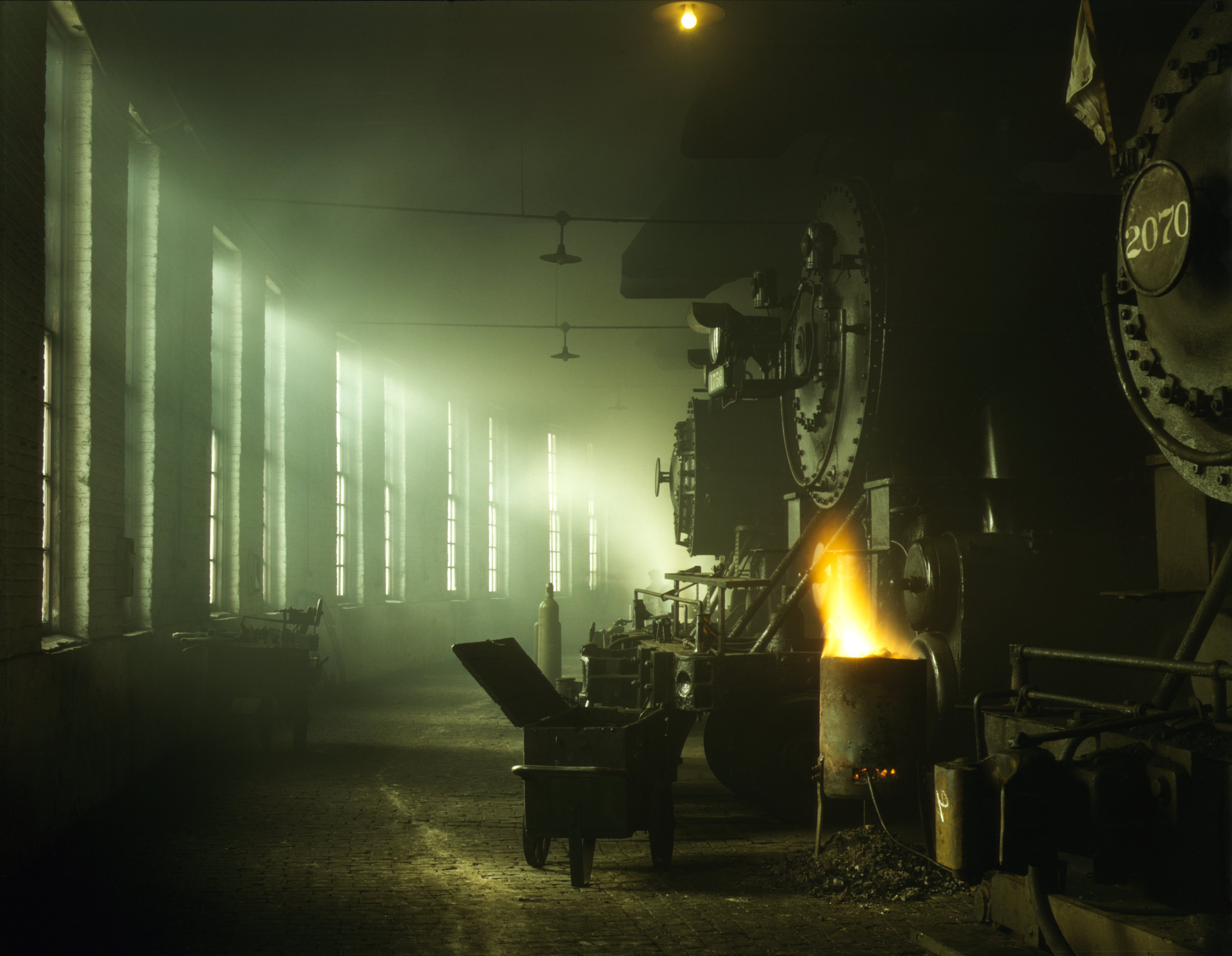
1942年美国伊利诺伊州芝加哥铁路站场中停放的西北铁路局的蒸汽机车

- 芝加哥奥黑尔国际机场（ORD/KORD），美國航空及聯合航空的轉運中心，年起降飛機架次世界第一。
- 芝加哥中途國際機場（MDW/KMDW），西南航空的轉運中心。

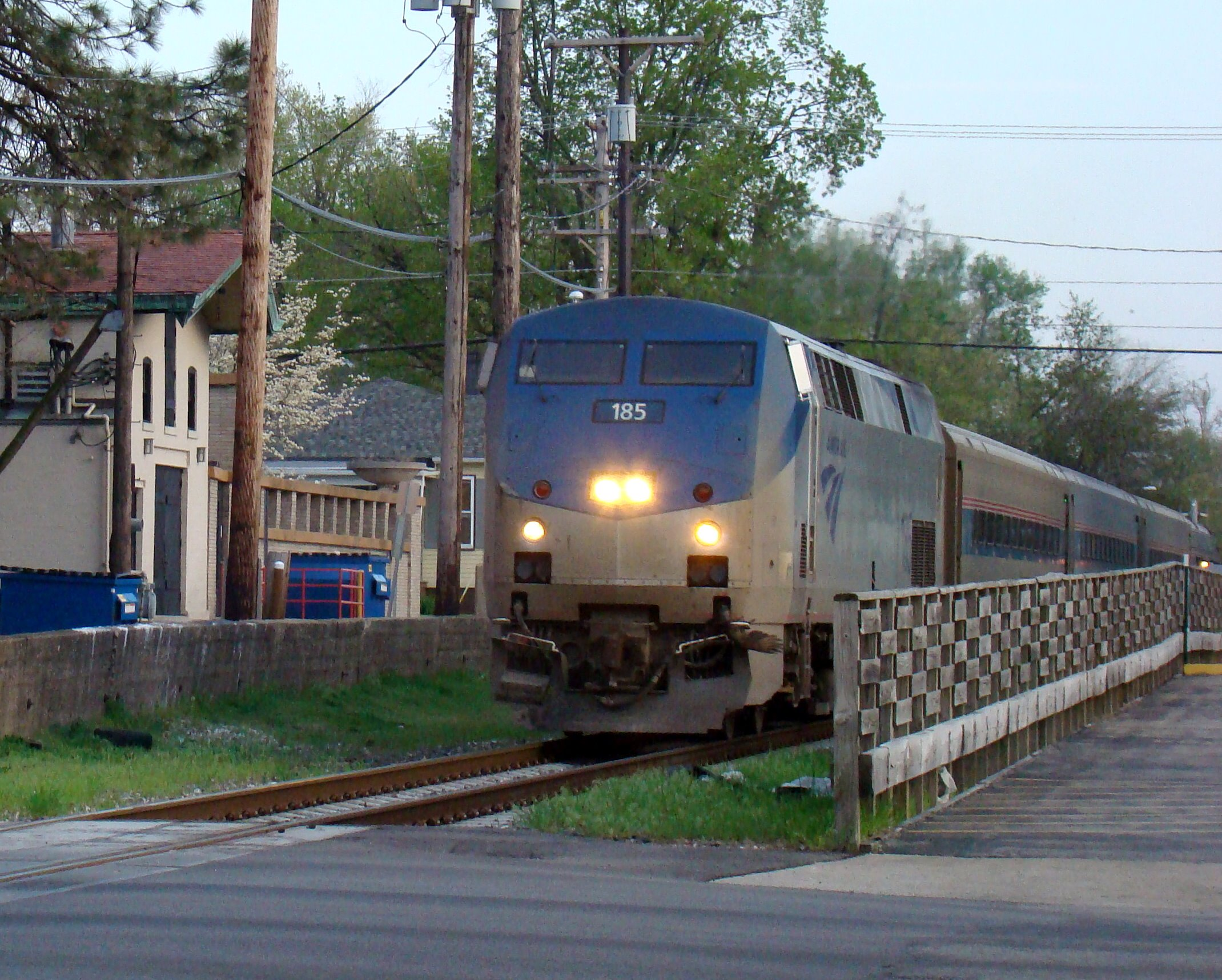
林肯服務號

### 重要高速公路
- 55號州際公路
- 57號州際公路
- 70號州際公路
- 72號州際公路
- 74號州際公路
- 80號州際公路
- 88號州際公路
- 90號州際公路
- 94號州際公路
- 290號州際公路
- 294號州際公路
- 355號州際公路

### 水运航道
伊利诺伊州的水运系统有两个中心，一个是西北部的芝加哥所在的密歇根湖，另一个是西侧的密西西比河。两个航运区由伊利诺伊河和芝加哥运河相连，曾是美国中西部最重要的航运通道。随着六十年代以后美国的去工业化进程和船舶高效化(包括淘汰小型和微型船舶以及集装箱运输标准化)，加上公路运输体系的竞争，水运开始大幅度衰退，昔日繁忙的芝加哥运河被闲置，靠近市中心的河段变成观光通道，同时伊利诺伊河两岸诸多港城衰落，道两侧建立了大量自然保护区。昔日辉煌的东圣路易斯也彻底衰落。

## 重要職業運動

### 美式足球
- NFL
  - 芝加哥熊

### 棒球
- 大聯盟（MLB）
  - 芝加哥小熊
  - 芝加哥白襪
- 小聯盟 Minor Leagues
  - 皮歐利亞酋長（Peoria Chiefs，1A級中西部聯盟，母隊：芝加哥小熊）
  - 坎恩郡美洲獅（Kane County Cougars，1A級中西部聯盟，母隊：奧克蘭運動家）

### 籃球
- NBA
  - 芝加哥公牛
- NCAA
  - University of Illinois
  - Southern Illinois University
  - DePaul University

### 冰球
- NHL
  - 芝加哥黑鷹隊